# Gabes
Gabes (árabe: قابس Qābis) es la ciudad capital de la gobernación de Gabes, en Túnez. Tiene 116,233 habitantes.

## Historia
Gabes perteneció a la antigua Cartago. Después de la segunda guerra púnica, los romanos tomaron el control de la ciudad, rebautizándola como Tacape. En el siglo VII fue conquistada por los musulmanes. En 1881, los franceses ocuparon Gabes, y posteriormente los alemanes durante la Segunda Guerra Mundial (1940) la anexionaron. En 1943, la ciudad volvió al control francés, y comenzaron a reconstruirla en 1945. Tras la independencia de Túnez, Gabes quedó bajo la administración de este país.

## Economía
Gabes es una de las más grandes ciudades industriales de Túnez. La mayoría de las industrias son químicas y petroquímicas. El gran desarrollo de este tipo de fábricas ha ocasionado serios problemas de contaminación, tanto en el aire como en las costas de Gabés. En los últimos años, el gobierno está trabajando en la implementación de programas y leyes con el fin de disminuir la cantidad de polución en la ciudad.
Por otro lado, Gabés es famosa por sus playas en la costa mediterránea y sus oasis. Próxima a la ciudad está la isla de Yerba, y en el camino entre ésta y la ciudad se encuentran las mejores playas de la zona.